# هنري بي. كارينغتون
هنري بي. كارينغتون (بالإنجليزية: Henry B. Carrington)‏ هو ضابط أمريكي، ولد في 2 مارس 1824 في والينغفورد ‏ في الولايات المتحدة، وتوفي في 26 أكتوبر 1912 في بوسطن في الولايات المتحدة.